# Belgie na Letních olympijských hrách 2020
Belgie se účastnila Letních olympijských her 2020 a zastupovalo ji 121 sportovců ve 20 sportech (68 mužů a 55 žen). Olympijské hry se měly původně konat od 24. července do 9. srpna 2020, ale byly odloženy kvůli pandemii covidu-19. V novém termínu se konaly od 23. července do 8. srpna 2021. Během zahájení her byli vlajkonoši výpravy sedmibojařka Nafissatou Thiamová a hráč pozemního hokeje Félix Denayer. Při zakončení her byl vlajkonošem výpravy jezdec Grégory Wathelet. Belgie získala během her celkem 7 medailí, a to 3 zlaté, 1 stříbrnou a 3 bronzové medaile.

## Medailisté
| Medaile | Jméno                                         | Sport         | Soutěž                         | Datum        |
| ------- | --------------------------------------------- | ------------- | ------------------------------ | ------------ |
| Zlato   | Nina Derwaelová                               | Gymnastika    | Ženy bradla                    | 1. srpna     |
| Zlato   | Belgický mužský národní tým v pozemním hokeji | Pozemní hokej | Turnaj mužů                    | 5. srpna     |
| Zlato   | Nafissatou Thiamová                           | Atletika      | Sedmiboj                       | 5. srpna     |
| Stříbro | Wout van Aert                                 | Cyklistika    | Muži závod s hromadným startem | 24. července |
| Bronz   | Matthias Casse                                | Judo          | Muži do 81 kg                  | 27. července |
| Bronz   | Pieter Devos Jérôme Guery Grégory Wathelet    | Jezdectví     | Parku družstva                 | 7. srpna     |
| Bronz   | Bashir Abdi                                   | Atletika      | Muži maraton                   | 8. srpna     |

## Disciplíny

### Atletika

#### Muži
| Sportovec                                                                                                 | Disciplína               | Rozběh      | Rozběh      | Čtvrtfinále | Čtvrtfinále | Semifinále  | Semifinále  | Finále      | Finále           |
| Sportovec                                                                                                 | Disciplína               | Čas         | Pořadí      | Čas         | Pořadí      | Čas         | Pořadí      | Čas         | Pořadí           |
| --- | ------------------------ | ----------- | ----------- | ----------- | ----------- | ----------- | ----------- | ----------- | ---------------- |
| Robin Vanderbemden                                                                                        | 200 m – muži             | 20,70       | 3. Q        | N/A         | N/A         | 21,00       | 7.          | nepostoupil | nepostoupil      |
| Kévin Borlée                                                                                              | 400 m – muži             | 45,36 SB    | 2. Q        | N/A         | N/A         | DNS         | DNS         | nepostoupil | nepostoupil      |
| Jonathan Sacoor                                                                                           | 400 m – muži             | 45,41       | 3. Q        | N/A         | N/A         | 45,88       | 8.          | nepostoupil | nepostoupil      |
| Eliott Crestan                                                                                            | 800 m – muži             | 1:46,19     | 2. Q        | N/A         | N/A         | 1:44,84     | 4.          | nepostoupil | nepostoupil      |
| Ismael Debjani                                                                                            | 1500 m – muži            | 3:36,00     | 1. Q        | N/A         | N/A         | 3:42,18     | 11.         | nepostoupil | nepostoupil      |
| Robin Hendrix                                                                                             | 5000 m – muži            | 13:58,37    | 16.         | N/A         | N/A         | N/A         | N/A         | nepostoupil | nepostoupil      |
| Isaac Kimeli                                                                                              | 5000 m – muži            | 13:57,36    | 17.         | N/A         | N/A         | N/A         | N/A         | nepostoupil | nepostoupil      |
| Isaac Kimeli                                                                                              | 10000 m – muži           | N/A         | N/A         | N/A         | N/A         | N/A         | N/A         | 28:31,91    | 18.              |
| Michael Obasuyi                                                                                           | 110 m překážek – muži    | 13,65       | 6.          | N/A         | N/A         | nepostoupil | nepostoupil | nepostoupil | nepostoupil      |
| Dylan Borlée Jonathan Borlée Kévin Borlée Alexander Doom Jonathan Sacoor Robin Vanderbenden Julien Watrin | štafeta 4 x 400 m – muži | 2:59,37 SB  | 3. Q        | N/A         | N/A         | N/A         | N/A         | 2:57,88 NR  | 4.               |
| Bashir Abdi                                                                                               | maraton – muži           | N/A         | N/A         | N/A         | N/A         | N/A         | N/A         | 2:10:00 SB  | Bronzová medaile |
| Dieter Kersten                                                                                            | maraton – muži           | N/A         | N/A         | N/A         | N/A         | N/A         | N/A         | 2:22:06     | 59.              |
| Koen Naert                                                                                                | maraton – muži           | N/A         | N/A         | N/A         | N/A         | N/A         | N/A         | 2:12:13 SB  | 10.              |
| Sportovec                                                                                                 | Disciplína               | Kvalifikace | Kvalifikace | Kvalifikace | Kvalifikace | Kvalifikace | Kvalifikace | Finále      | Finále           |
| Sportovec                                                                                                 | Disciplína               | Výkon       | Výkon       | Výkon       | Pořadí      | Pořadí      | Pořadí      | Vzdálenost  | Pořadí           |
| Ben Broeders                                                                                              | skok o tyči – muži       | 5,65        | 5,65        | 5,65        | 18.         | 18.         | 18.         | nepostoupil | nepostoupil      |

| Sportovec               | Disciplína       |          | 100 m | Skok do dálky | Vrh koulí | Skok do výšky | 400 m | 110 m př. | Hod diskem | Skok o tyči | Hod oštěpem | 1500 m | Celkem bodů | Pořadí |
| ----------------------- | ---------------- | -------- | ----- | ------------- | --------- | ------------- | ----- | --------- | ---------- | ----------- | ----------- | ------ | ----------- | ------ |
| Thomas van der Plaetsen | desetiboj – muži | Výsledek | 11,05 | NM            | DNS       | —             | —     | —         | —          | —           | —           | —      | DNF         | DNF    |
| Thomas van der Plaetsen | desetiboj – muži | Body     | 850   | 0             | 0         | —             | —     | —         | —          | —           | —           | —      | DNF         | DNF    |

#### Ženy
| Sportovkyně                                                                               | Disciplína               | Rozběh      | Rozběh      | Čtvrtfinále | Čtvrtfinále | Semifinále   | Semifinále   | Finále       | Finále       |
| Sportovkyně                                                                               | Disciplína               | Čas         | Pořadí      | Čas         | Pořadí      | Čas          | Pořadí       | Čas          | Pořadí       |
| ----------------------------------------------------------------------------------------- | ------------------------ | ----------- | ----------- | ----------- | ----------- | ------------ | ------------ | ------------ | ------------ |
| Imke Vervaet                                                                              | 200 m – ženy             | 23,05 PB    | 4. q        | N/A         | N/A         | 23,31        | 9.           | nepostoupila | nepostoupila |
| Cynthia Bolingo                                                                           | 400 m – ženy             | DNS         | DNS         | N/A         | N/A         | nepostoupila | nepostoupila | nepostoupila | nepostoupila |
| Elise Vanderelst                                                                          | 1500 m – ženy            | 4:05,63     | 9. q        | N/A         | N/A         | 4:04,86      | 11.          | nepostoupila | nepostoupila |
| Anne Zagré                                                                                | 100 m překážek – ženy    | 12,83 SB    | 3. Q        | N/A         | N/A         | 12,78 SB     | 8.           | nepostoupila | nepostoupila |
| Hanne Claes                                                                               | 400 m překážek – ženy    | 56,38 SB    | 8.          | N/A         | N/A         | nepostoupila | nepostoupila | nepostoupila | nepostoupila |
| Paulien Couckuyt                                                                          | 400 m překážek – ženy    | 54,90 NR    | 3. Q        | N/A         | N/A         | 54,47 NR     | 3.           | nepostoupila | nepostoupila |
| Paulien Couckuyt Camille Laus Naomi Van Der Broeck Imke Vervaet Hanne Claes Hanne Maudens | štafeta 4 x 400 m – ženy | 3:24,08 NR  | 3. Q        | N/A         | N/A         | N/A          | N/A          | 3:23,96 NR   | 7.           |
| Mieke Gorssen                                                                             | maraton – ženy           | N/A         | N/A         | N/A         | N/A         | N/A          | N/A          | 2:34:24      | 28.          |
| Hanne Verbruggen                                                                          | maraton – ženy           | N/A         | N/A         | N/A         | N/A         | N/A          | N/A          | 2:38:03      | 49.          |
| Sportovkyně                                                                               | Disciplína               | Kvalifikace | Kvalifikace | Kvalifikace | Kvalifikace | Kvalifikace  | Kvalifikace  | Finále       | Finále       |
| Sportovkyně                                                                               | Disciplína               | Výkon       | Výkon       | Výkon       | Pořadí      | Pořadí       | Pořadí       | Vzdálenost   | Pořadí       |
| Fanny Smets                                                                               | skok o tyči– ženy        | 4,25        | 4,25        | 4,25        | =14.        | =14.         | =14.         | nepostoupila | nepostoupila |

| Sportovkyně         | Disciplína      |          | 100 m    | Skok do výšky | Vrh koulí | 200 m    | Skok do dálky | Hod oštěpem | 800 m      | Celkem bodů | Pořadí        |
| ------------------- | --------------- | -------- | -------- | ------------- | --------- | -------- | ------------- | ----------- | ---------- | ----------- | ------------- |
| Nafissatou Thiamová | sedmiboj – ženy | Výsledek | 13,54 SB | 1,92 SB       | 14,82     | 24,90    | 6,60          | 54,68 SB    | 2:15,98 SB | 6791 SB     | Zlatá medaile |
| Nafissatou Thiamová | sedmiboj – ženy | Body     | 1044     | 1132          | 849       | 896      | 1040          | 951         | 879        | 6791 SB     | Zlatá medaile |
| Noor Vidts          | sedmiboj – ženy | Výsledek | 13,17 PB | 1,83 SB       | 14,33 PB  | 23,70 PB | 6,32          | 41,80 PB    | 2:09,05 PB | 6571 PB     | 4.            |
| Noor Vidts          | sedmiboj – ženy | Body     | 1099     | 1016          | 816       | 1010     | 949           | 702         | 979        | 6571 PB     |               |

#### Smíšený závod
| Sportovec/Sportovkyně                                                              | Disciplína                        | Rozběh     | Rozběh | Čtvrtfinále | Čtvrtfinále | Semifinále | Semifinále | Finále       | Finále       |
| Sportovec/Sportovkyně                                                              | Disciplína                        | Čas        | Pořadí | Čas         | Pořadí      | Čas        | Pořadí     | Čas          | Pořadí       |
| ---------------------------------------------------------------------------------- | --------------------------------- | ---------- | ------ | ----------- | ----------- | ---------- | ---------- | ------------ | ------------ |
| Dylan Borlée Jonathan Borlée Kévin Borlée Alexander Doom Camille Laus Imke Vervaet | štafeta 4 x 400 m – smíšený závod | 3:12,75 NR | 3. Q   | N/A         | N/A         | 3:11,51 NR | 5.         | nepostoupila | nepostoupila |

### Badminton
| Sportovec/Sportovkyně | Disciplína     | Skupina                           | Skupina                                      | Skupina | Skupina | Eliminace    | Čtvrtfinále  | Semifinále   | Finále/Bronzová medaile | Pořadí |
| Sportovec/Sportovkyně | Disciplína     | Skóre                             | Skóre                                        | Skóre   | Pořadí  | Skóre        | Skóre        | Skóre        | Skóre                   | Pořadí |
| --------------------- | -------------- | --------------------------------- | -------------------------------------------- | ------- | ------- | ------------ | ------------ | ------------ | ----------------------- | ------ |
| Lianne Tan            | Dvouhra – ženy | Thet Htar Thuzar VÝHRA 21–6, 21–8 | Gregoria Mariska Tunjung PROHRA 11–21, 17–21 | N/A     |         | nepostoupila | nepostoupila | nepostoupila | nepostoupila            |        |

### Basketbal

#### Ženský turnaj
| Tým                                       | Disciplína       | Skupina               | Skupina               | Skupina           | Skupina | Čtvrtfinále           | Semifinále   | Finále       | Pořadí |
| Tým                                       | Disciplína       | Výsledek              | Výsledek              | Výsledek          | Pořadí  | Výsledek              | Výsledek     | Výsledek     | Pořadí |
| ----------------------------------------- | ---------------- | --------------------- | --------------------- | ----------------- | ------- | --------------------- | ------------ | ------------ | ------ |
| Belgická ženská basketbalová reprezentace | Basketbal – ženy | Austrálie VÝHRA 70–85 | Portoriko VÝHRA 87–52 | Čína PROHRA 62–74 | 2.      | Japonsko PROHRA 85–86 | nepostoupily | nepostoupily | 7.     |

##### Soupiska
- Kim Mestdagh, Antonia Delaere, Marjorie Carpréaux, Emma Meesseman, Ann Wauters, Kyara Linskens, Hanne Mestdagh, Heleen Nauwelaers, Billie Massey, Julie Vanloo, Jana Raman, Julie Allemand

##### Výsledky
| Pořadí | Tým       | Z | V | P | VB  | IB  | RB   | Body |
| ------ | --------- | - | - | - | --- | --- | ---- | ---- |
| 1.     | Čína      | 3 | 3 | 0 | 247 | 191 | +56  | 6    |
| 2.     | Belgie    | 3 | 2 | 1 | 234 | 196 | +38  | 5    |
| 3.     | Austrálie | 3 | 1 | 2 | 240 | 230 | +10  | 4    |
| 4.     | Portoriko | 3 | 0 | 3 | 176 | 280 | −104 | 3    |

#### 3x3
| Tým                                           | Disciplína           | Skupina              | Skupina               | Skupina           | Skupina             | Skupina           | Skupina                | Skupina            | Skupina | Čtvrtfinále | Semifinále           | Finále              | Pořadí |
| Tým                                           | Disciplína           | Výsledek             | Výsledek              | Výsledek          | Výsledek            | Výsledek          | Výsledek               | Výsledek           | Pořadí  | Výsledek    | Výsledek             | Výsledek            | Pořadí |
| --------------------------------------------- | -------------------- | -------------------- | --------------------- | ----------------- | ------------------- | ----------------- | ---------------------- | ------------------ | ------- | ----------- | -------------------- | ------------------- | ------ |
| Belgická mužská basketbalová 3x3 reprezentace | Basketbal 3x3 – muži | Lotyšsko VÝHRA 21–20 | Japonsko PROHRA 16–18 | Rusko VÝHRA 21–16 | Srbsko PROHRA 14–21 | Čína PROHRA 20–21 | Nizozemsko VÝHRA 16–18 | Polsko VÝHRA 16–14 | 2.      | N/A         | Lotyšsko PROHRA 8–21 | Srbsko PROHRA 10–21 | 4.     |

##### Soupiska
- Rafael Bogaerts, Nick Celis, Thierry Mariën, Thibaut Vervoort

##### Výsledky
| Pořadí | Tým        | Z | V | P | VB  | IB  | RB  | Kvalifika   |
| ------ | ---------- | - | - | - | --- | --- | --- | ----------- |
| 1.     | Srbsko     | 7 | 7 | 0 | 138 | 91  | +47 | Semifinále  |
| 2.     | Belgie     | 7 | 4 | 3 | 126 | 127 | −1  | Semifinále  |
| 3.     | Lotyšsko   | 7 | 4 | 3 | 133 | 129 | +4  | Čtvrtfinále |
| 4.     | Nizozemsko | 7 | 4 | 3 | 132 | 129 | +3  | Čtvrtfinále |
| 5.     | Rusko      | 7 | 3 | 4 | 116 | 125 | −9  | Čtvrtfinále |
| 6.     | Japonsko   | 7 | 2 | 5 | 123 | 134 | −11 | Čtvrtfinále |
| 7.     | Polsko     | 7 | 2 | 5 | 120 | 130 | −10 |             |
| 8.     | Čína       | 7 | 2 | 5 | 119 | 142 | −23 |             |

### Cyklistika

#### BMX
| Sportovkyně  | Disciplína | Čtvrtfinále | Čtvrtfinále | Semifinále | Semifinále | Finále       | Finále       |
| Sportovkyně  | Disciplína | Body        | Pořadí      | Body       | Pořadí     | Čas          | Pořadí       |
| ------------ | ---------- | ----------- | ----------- | ---------- | ---------- | ------------ | ------------ |
| Elke Vanhoof | BMX – ženy | 12          | 4. Q        | 16         | 6.         | nepostoupila | nepostoupila |

#### Dráhová cyklistika

##### Omnium
| Sportovec/Sportovkyně | Disciplína    | Hladký závod | Hladký závod | Stíhací závod | Stíhací závod | Vylučovací závod | Vylučovací závod | Bodovací závod | Bodovací závod | Celkem | Celkem |
| Sportovec/Sportovkyně | Disciplína    | Pořadí       | Body         | Pořadí        | Body          | Pořadí           | Body             | Pořadí         | Body           | Pořadí | Body   |
| --------------------- | ------------- | ------------ | ------------ | ------------- | ------------- | ---------------- | ---------------- | -------------- | -------------- | ------ | ------ |
| Kenny De Ketele       | Omnium – muži | 11.          | 20           | 7.            | 28            | 10.              | 22.              | 6.             | 0              | 13.    | 70     |
| Lote Kopecky          | Omnium – ženy | =13.         | 16           | DNF           | 0             | DNS              | DNS              | DNS            | DNS            | DNF    | DNF    |

##### Madison
| Sportovec/Sportovkyně        | Disciplína     | Body | Kola | Pořadí |
| ---------------------------- | -------------- | ---- | ---- | ------ |
| Kenny De Ketele Robbe Ghys   | Madison – muži | 32   | 0    | 4.     |
| Jolien D'Hoore Lotte Kopecky | Madison – ženy | -18  | -20  | 10.    |

#### Horská kola
| Sportovec/Sportovkyně | Disciplína         | Čas     | Pořadí |
| --------------------- | ------------------ | ------- | ------ |
| Jens Schuermans       | Horská kola – muži | 1:29:07 | 18.    |
| Githa Michiels        | Horská kola – ženy | DNF     | 33.    |

#### Silniční cyklistika
| Sportovec          | Disciplína                       | Čas      | Pořadí           |
| ------------------ | -------------------------------- | -------- | ---------------- |
| Tiesj Benoot       | Závod s hromadným startem – muži | 6:16:53  | 58.              |
| Remco Evenepoel    | Závod s hromadným startem – muži | 6:15:38  | 49.              |
| Remco Evenepoel    | Časovka – muži                   | 57:21,27 | 9.               |
| Wout van Aert      | Závod s hromadným startem – muži | 6:06:33  | Stříbrná medaile |
| Wout van Aert      | Časovka – muži                   | 56:44,72 | 6.               |
| Greg Van Avermaet  | Závod s hromadným startem – muži | DNF      | DNF              |
| Mauri Vansevenant  | Závod s hromadným startem – muži | 6:21:46  | 77.              |
| Sportovkyně        | Disciplína                       | Čas      | Pořadí           |
| Valerie Demey      | Závod s hromadným startem – ženy | DNF      | DNF              |
| Lotte Kopecky      | Závod s hromadným startem – ženy | 3:54:24  | 4.               |
| Julie Van de Velde | Závod s hromadným startem – ženy | 4:01:08  | 42.              |
| Julie Van de Velde | Časovka – ženy                   | 34:23,49 | 19.              |

### Golf
| Sportovec      | Disciplína | Kolo 1 | Kolo 2 | Kolo 3 | Kolo 4 | Celkem | Celkem | Celkem |
| Sportovec      | Disciplína | Skóre  | Skóre  | Skóre  | Skóre  | Skóre  | Par    | Pořadí |
| -------------- | ---------- | ------ | ------ | ------ | ------ | ------ | ------ | ------ |
| Thomas Detry   | Muži       | 70     | 67     | 68     | 69     | 274    | −10    | =22.   |
| Thomas Pieters | Muži       | 65     | 76     | 64     | 68     | 273    | −11    | =16.   |
| Sportovkyně    | Disciplína | Kolo 1 | Kolo 2 | Kolo 3 | Kolo 4 | Celkem | Celkem | Celkem |
| Sportovkyně    | Disciplína | Skóre  | Skóre  | Skóre  | Skóre  | Skóre  | Par    | Pořadí |
| Manon De Roey  | Ženy       | 71     | 67     | 74     | 74     | 286    | +2     | =46.   |

### Gymnastika

#### Družstva
| Sportovkyně       | Disciplína         | Kvalifikace | Kvalifikace | Kvalifikace | Kvalifikace | Kvalifikace | Kvalifikace | Finále  | Finále  | Finále | Finále  | Finále  | Finále |
| Sportovkyně       | Disciplína         | Nářadí      | Nářadí      | Nářadí      | Nářadí      | Celkem      | Pořadí      | Nářadí  | Nářadí  | Nářadí | Nářadí  | Celkem  | Pořadí |
| Sportovkyně       | Disciplína         | Prostná     | Přeskok     | Bradla      | Kladina     | Celkem      | Pořadí      | Prostná | Přeskok | Bradla | Kladina | Celkem  | Pořadí |
| ----------------- | ------------------ | ----------- | ----------- | ----------- | ----------- | ----------- | ----------- | ------- | ------- | ------ | ------- | ------- | ------ |
| Maellyse Brassart | Víceboj – družstva | 12,766      | 13,766      | 13,366      | 13,033      | 52,931      | 35.         | -       | 14,033  | -      | 10,933  | -       | -      |
| Nina Derwaelová   | Víceboj – družstva | 13,566      | 13,900      | 15,366 Q    | 13,766      | 56,598      | 7. Q        | 13,366  | -       | 15,400 | 13,866  | -       | -      |
| Lisa Vaelen       | Víceboj – družstva | 12,766      | 13,000      | 14,100      | 12,500      | 52,366      | 42.         | 12,900  | 14,233  | 13,766 | -       | -       | -      |
| Jutta Verkest     | Víceboj – družstva | 12,933      | 13,400      | 13,633      | 13,666      | 53,632      | 26. Q       | 13,066  | 13,466  | 12,466 | 12,200  | -       | -      |
| Celkem            | Víceboj – družstva | 39,265      | 43,099      | 43,099      | 40,465      | 163,895     | 5. Q        | 39,332  | 41,732  | 41,632 | 36,999  | 159,695 | 8.     |

#### Individuální závod
| Sportovkyně     | Disciplína              | Kvalifikace | Kvalifikace | Kvalifikace | Kvalifikace | Kvalifikace | Kvalifikace | Finále  | Finále  | Finále | Finále  | Finále | Finále        |
| Sportovkyně     | Disciplína              | Nářadí      | Nářadí      | Nářadí      | Nářadí      | Celkem      | Pořadí      | Nářadí  | Nářadí  | Nářadí | Nářadí  | Celkem | Pořadí        |
| Sportovkyně     | Disciplína              | Prostná     | Přeskok     | Bradla      | Kladina     | Celkem      | Pořadí      | Prostná | Přeskok | Bradla | Kladina | Celkem | Pořadí        |
| --------------- | ----------------------- | ----------- | ----------- | ----------- | ----------- | ----------- | ----------- | ------- | ------- | ------ | ------- | ------ | ------------- |
| Nina Derwaelová | Víceboj – jednotlivkyně | 13,566      | 13,900      | 15,366      | 13,766      | 56,598      | 7. Q        | 13,433  | 13,900  | 15,266 | 13,366  | 55,969 | 6.            |
| Nina Derwaelová | Bradla – jednotlivkyně  | -           | -           | 15,366      | -           | 15,366      | 1. Q        | -       | -       | 15,200 | -       | 15,200 | Zlatá medaile |
| Jutta Verkest   | Víceboj – jednotlivkyně | 12,933      | 13,400      | 13,633      | 13,666      | 53,632      | 26. Q       | 12,633  | 13,400  | 12,466 | 12,733  | 51,232 | 23.           |

### Jachting
| Sportovec/Sportovkyně        | Disciplína          | Etapa | Etapa | Etapa | Etapa | Etapa | Etapa | Etapa | Etapa | Etapa | Etapa | Etapa | Etapa | Etapa           | Body | Pořadí |
| Sportovec/Sportovkyně        | Disciplína          | 1     | 2     | 3     | 4     | 5     | 6     | 7     | 8     | 9     | 10    | 11    | 12    | Medailový závod | Body | Pořadí |
| ---------------------------- | ------------------- | ----- | ----- | ----- | ----- | ----- | ----- | ----- | ----- | ----- | ----- | ----- | ----- | --------------- | ---- | ------ |
| Wannes Van Laer              | Laser – muži        | 33    | 25    | 20    | 14    | 28    | 31    | 14    | 18    | 13    | 17    | N/A   | N/A   | vyřazen         | 180  | 27.    |
| Emma Plasschaert             | Laser Radial – ženy | 10    | 17    | 11    | 8     | 6     | 5     | 5     | 4     | 17    | 21    | N/A   | N/A   | 2.              | 87   | 4.     |
| Anouk Geurts Isaura Maenhaut | 49erFX – ženy       | 17    | 3     | 4     | 14    | DSQ   | DSQ   | 2     | 16    | 15    | 10    | 9     | 9     | vyřazena        | 121  | 14.    |

### Jezdectví

#### Drezura
| Sportovec/Sportovkyně                         | Kůň                            | Disciplína            | Grand Prix | Grand Prix | Grand Prix Speciál | Grand Prix Speciál | Grand Prix volný styl | Grand Prix volný styl | Celkem       | Celkem       |
| Sportovec/Sportovkyně                         | Kůň                            | Disciplína            | Body       | Pořadí     | Body               | Pořadí             | Technika              | Akrobacie             | Body         | Pořadí       |
| --------------------------------------------- | ------------------------------ | --------------------- | ---------- | ---------- | ------------------ | ------------------ | --------------------- | --------------------- | ------------ | ------------ |
| Domien Michiels                               | Intermezzo van het Meerdaalhof | Drezura – jednotlivci | 70,202     | 28.        | N/A                | N/A                | nepostoupil           | nepostoupil           | nepostoupil  | nepostoupil  |
| Larissa Pauluis                               | Flambeau                       | Drezura – jednotlivci | 67,251     | 42.        | N/A                | N/A                | nepostoupila          | nepostoupila          | nepostoupila | nepostoupila |
| Laurence Roos                                 | Fil Rouge                      | Drezura – jednotlivci | 70,699     | 23.        | N/A                | N/A                | nepostoupil           | nepostoupil           | nepostoupil  | nepostoupil  |
| Domien Michiels Larissa Pauluis Laurence Roos |                                | Drezura – družstva    | 6702,5     | 10.        | nepostoupili       | nepostoupili       | N/A                   | N/A                   | nepostoupili | nepostoupili |

#### Jezdecká všestrannost
| Sportovkyně              | Kůň              | Disciplína                          | Drezura    | Drezura | Cross-country | Cross-country | Cross-country | Parkurové skákání | Parkurové skákání | Parkurové skákání | Parkurové skákání | Parkurové skákání | Parkurové skákání | Celkem     | Celkem     |
| Sportovkyně              | Kůň              | Disciplína                          | Drezura    | Drezura | Cross-country | Cross-country | Cross-country | Kvalifikace       | Kvalifikace       | Kvalifikace       | Finále            | Finále            | Finále            |            |            |
| Sportovkyně              | Kůň              | Disciplína                          | Penalizace | Pořadí  | Penalizace    | Celkem        | Pořadí        | Penalizace        | Celkem            | Pořadí            | Penalizace        | Celkem            | Pořadí            | Penalizace | Pořadí     |
| ------------------------ | ---------------- | ----------------------------------- | ---------- | ------- | ------------- | ------------- | ------------- | ----------------- | ----------------- | ----------------- | ----------------- | ----------------- | ----------------- | ---------- | ---------- |
| Lara de Liedekerke-Meier | Alpaga d'Arville | Jezdecká všestrannost – jednotlivci | 37,20      | 33.     | odstoupila    | odstoupila    | odstoupila    | odstoupila        | odstoupila        | odstoupila        | odstoupila        | odstoupila        | odstoupila        | odstoupila | odstoupila |

#### Parkurové skákání
| Sportovec                                  | Kůň               | Disciplína                      | Kvalifikace      | Kvalifikace | Kvalifikace | Kvalifikace | Kvalifikace | Finále                             | Finále                             | Finále                             | Finále                             | Finále                             |
| Sportovec                                  | Kůň               | Disciplína                      | Penalizace       | Penalizace  | Penalizace  | Čas         | Pořadí      | Penalizace                         | Penalizace                         | Penalizace                         | Čas                                | Pořadí                             |
| Sportovec                                  | Kůň               | Disciplína                      | Shození překážky | Čas         | Celkem      | Čas         | Pořadí      | Shození překážky                   | Čas                                | Celkem                             | Čas                                | Pořadí                             |
| ------------------------------------------ | ----------------- | ------------------------------- | ---------------- | ----------- | ----------- | ----------- | ----------- | ---------------------------------- | ---------------------------------- | ---------------------------------- | ---------------------------------- | ---------------------------------- |
| Niels Bruynseels                           | Delux van T & L   | Parkurové skákání – jednotlivci | 0                | 0           | 0           | 86,67       | 1. Q        | nedokončila, kůň odmítl poslušnost | nedokončila, kůň odmítl poslušnost | nedokončila, kůň odmítl poslušnost | nedokončila, kůň odmítl poslušnost | nedokončila, kůň odmítl poslušnost |
| Jérôme Guery                               | Quel Homme de Hus | Parkurové skákání – jednotlivci | 0                | 0           | 0           | 86,10       | 1. Q        | 4                                  | 3                                  | 7                                  | 99,84                              | 14.                                |
| Grégory Wathelet                           | Nevados S         | Parkurové skákání – jednotlivci | 0                | 0           | 0           | 85,20       | 1. Q        | 4                                  | 0                                  | 4                                  | 84,26                              | 9.                                 |
| Pieter Devos Jérôme Guery Grégory Wathelet |                   | Parkurové skákání – družstva    | 0                | 4           | 4           | 253,09      | 2. Q        | 12                                 | 0                                  | 12                                 | 242,02                             | Bronzová medaile                   |

### Judo
| Sportovec/Sportovkyně | Disciplína     | 1/64   | 1/32                           | 1/16                        | Čtvrtfinále                      | Semifinále                   | Oprava                        | Finále/Bronzová medaile        | Finále/Bronzová medaile |
| Sportovec/Sportovkyně | Disciplína     | Soupeř | Soupeř                         | Soupeř                      | Soupeř                           | Soupeř                       | Soupeř                        | Soupeř                         | Pořadí                  |
| --------------------- | -------------- | ------ | ------------------------------ | --------------------------- | -------------------------------- | ---------------------------- | ----------------------------- | ------------------------------ | ----------------------- |
| Jorre Verstraeten     | Muži do 60 kg  | N/A    | Moritz Plafky VÝHRA 01–00      | Naohisa Takató PROHRA 00–10 | nepostoupil                      | nepostoupil                  | nepostoupil                   | nepostoupil                    | nepostoupil             |
| Matthias Casse        | Muži do 81 kg  | Bye    | Adrián Gandía VÝHRA 11–01      | Robin Pacek VÝHRA 11–01     | Alan Chubecov VÝHRA 10–00        | Takanori Nagase PROHRA 00–01 | Bye                           | Tato Grigalashvili VÝHRA 10–00 | Bronzová medaile        |
| Toma Nikiforov        | Muži do 100 kg | N/A    | Rafael Buzacarini VÝHRA 01–00  | Jorge Fonseca PROHRA 00–10  | nepostoupil                      | nepostoupil                  | nepostoupil                   | nepostoupil                    | nepostoupil             |
| Charline Van Snicková | Ženy do 52 kg  | N/A    | Ecaterina Guicaová VÝHRA 11–00 | Gili Cohen VÝHRA 10–00      | Odette Giuffridaová PROHRA 00–01 | nepostoupila                 | Chelsie Gilesová PROHRA 00–10 | nepostoupila                   | 7.                      |

### Kanoistika

#### Rychlostní kanoistika
| Sportovec                  | Disciplína       | Rozjížďka | Rozjížďka | Čtvrtfinále | Čtvrtfinále | Semifinále | Semifinále | Finále   | Finále |
| Sportovec                  | Disciplína       | Čas       | Pořadí    | Čas         | Pořadí      | Čas        | Pořadí     | Čas      | Pořadí |
| -------------------------- | ---------------- | --------- | --------- | ----------- | ----------- | ---------- | ---------- | -------- | ------ |
| Artuur Peters              | K1 1000 m – muži | 3:41,967  | 3. QF     | 3:45,712    | 1. SF       | 3:26,773   | 3. FA      | 3:26,781 | 10.    |
| Lize Broekx                | K1 500 m – ženy  | 1:52,476  | 7. QF     | 1:49,336    | 2. SF       | 1:54,489   | 5. FC      | 1:56,842 | 21.    |
| Hermien Peters             | K1 500 m – ženy  | 1:47,959  | 1. SF     | Bye         | Bye         | 1:52,829   | 2. FA      | 1:53,716 | 6.     |
| Lize Broekx Hermien Peters | K2 500 m – ženy  | 1:48,137  | 4. QF     | 1:47,649    | 1. SF       | 1:39,046   | 5. FB      | 1:38,475 | 9.     |

#### Slalom
| Sportovec         | Disciplína | Základní kolo | Základní kolo | Základní kolo | Základní kolo | Základní kolo | Základní kolo | Semifinále  | Semifinále  | Finále      | Finále      |
| Sportovec         | Disciplína | Jízda 1       | Pořadí        | Jízda 2       | Pořadí        | Nejlepší      | Pořadí        | Čas         | Pořadí      | Čas         | Pořadí      |
| ----------------- | ---------- | ------------- | ------------- | ------------- | ------------- | ------------- | ------------- | ----------- | ----------- | ----------- | ----------- |
| Gabriel De Coster | K-1 – muži | 152,94        | 24.           | 98,67         | 17.           | 98,67         | 22.           | nepostoupil | nepostoupil | nepostoupil | nepostoupil |

### Lukostřelba
Pro 21letého Jarna de Smedt byla účast na olympijských hrách v Tokiu jeho olympijským debutem. Na hry se kvalifikoval na základě světového žebříčku. Startoval v mužském závodu jednotlivců, ve kterém obsadil sdílené 17. místo.
| Sportovec      | Disciplína               | První kolo | První kolo | 1/64                  | 1/32                 | 1/16        | Čtvrtfinále | Semifinále  | Finále/Bronzová medaile | Finále/Bronzová medaile |
| Sportovec      | Disciplína               | Skóre      | Nasazení   | Soupeř                | Soupeř               | Soupeř      | Soupeř      | Soupeř      | Soupeř                  | Pořadí                  |
| -------------- | ------------------------ | ---------- | ---------- | --------------------- | -------------------- | ----------- | ----------- | ----------- | ----------------------- | ----------------------- |
| Jarno de Smedt | Závod jednotlivců – muži | 650        | 43.        | Yuki Kawata VÝHRA 6–2 | Li Jialun PROHRA 5–6 | nepostoupil | nepostoupil | nepostoupil | nepostoupil             | nepostoupil             |

### Plavání
| Sportovec/Sportovkyně | Disciplína           | Rozplavba | Rozplavba | Semifinále   | Semifinále   | Finále       | Finále       |
| Sportovec/Sportovkyně | Disciplína           | Čas       | Pořadí    | Čas          | Pořadí       | Čas          | Pořadí       |
| --------------------- | -------------------- | --------- | --------- | ------------ | ------------ | ------------ | ------------ |
| Louis Croenen         | 100 m motýlek – muži | 52,23     | 28.       | nepostoupil  | nepostoupil  | nepostoupil  | nepostoupil  |
| Louis Croenen         | 200 m motýlek – muži | 1:55,78   | 14. Q     | 1:56,67      | 16.          | nepostoupil  | nepostoupil  |
| Fanny Lecluyse        | 100 m prsa – ženy    | 1:07,93   | 26.       | nepostoupila | nepostoupila | nepostoupila | nepostoupila |
| Fanny Lecluyse        | 200 m prsa – ženy    | 2:23,42   | 11. Q     | 2:23,73      | 8. Q         | 2:24,57      | 8.           |

### Pozemní hokej
| Sportovec/Sportovkyně                          | Disciplína           | Skupina              | Skupina           | Skupina                         | Skupina          | Skupina                       | Skupina | Čtvrtfinále         | Semifinále      | Finále                                 | Finále        |
| Sportovec/Sportovkyně                          | Disciplína           | Výsledek             | Výsledek          | Výsledek                        | Výsledek         | Výsledek                      | Pořadí  | Výsledek            | Pořadí          | Výsledek                               | Pořadí        |
| ---------------------------------------------- | -------------------- | -------------------- | ----------------- | ------------------------------- | ---------------- | ----------------------------- | ------- | ------------------- | --------------- | -------------------------------------- | ------------- |
| Belgická mužská reprezentace v pozemním hokeji | Pozemní hokej – muži | Nizozemsko VÝHRA 3–1 | Německo VÝHRA 3–1 | Jihoafrická republika VÝHRA 9–4 | Kanada VÝHRA 9–1 | Spojené království REMÍZA 2–2 | 1. Q    | Španělsko VÝHRA 3–1 | Indie VÝHRA 5–2 | Austrálie PROHRA 1–1 (prodloužení 2–3) | Zlatá medaile |

#### Soupiska
- Arthur Van Doren, John-John Dohmen, Florent Van Aubel, Sébastien Dockier, Cédric Charlier, Gauthier Boccard, Nicolas De Kerpel, Augustin Meurmans, Alexander Hendrickx, Thomas Briels, Félix Denayer (C), Vincent Vanasch, Simon Gougnard, Arthur De Sloover, Antoine Kina, Loïck Luypaert, Victor Wegnez, Tom Boon

#### Výsledky
| Pořadí | Tým                   | Z | V | R | P | VB | IB | RB  | Body |
| ------ | --------------------- | - | - | - | - | -- | -- | --- | ---- |
| 1.     | Belgie                | 5 | 4 | 1 | 0 | 26 | 9  | +17 | 13   |
| 2.     | Německo               | 5 | 3 | 0 | 2 | 19 | 10 | +9  | 9    |
| 3.     | Spojené království    | 5 | 2 | 2 | 1 | 11 | 11 | 0   | 8    |
| 4.     | Nizozemsko            | 5 | 2 | 1 | 2 | 13 | 13 | 0   | 7    |
| 5.     | Jihoafrická republika | 5 | 1 | 1 | 3 | 16 | 24 | −8  | 4    |
| 6.     | Kanada                | 5 | 0 | 1 | 4 | 9  | 27 | −18 | 1    |

### Skateboarding
| Sportovec/Sportovkyně | Disciplína    | Rozjížďka | Rozjížďka | Finále       | Finále       |
| Sportovec/Sportovkyně | Disciplína    | Body      | Pořadí    | Body         | Pořadí       |
| --------------------- | ------------- | --------- | --------- | ------------ | ------------ |
| Axel Cruysberghs      | Street – muži | 24,81     | 13.       | nepostoupil  | nepostoupil  |
| Lore Bruggeman        | Street – ženy | 9,27      | 11.       | nepostoupila | nepostoupila |

### Sportovní střelba
| Sportovkyně | Disciplína                     | Kvalifikace | Kvalifikace | Semifinále | Semifinále | Finále       | Finále       |
| Sportovkyně | Disciplína                     | Body        | Pořadí      | Body       | Pořadí     | Body         | Pořadí       |
| ----------- | ------------------------------ | ----------- | ----------- | ---------- | ---------- | ------------ | ------------ |
| Jessie Kaps | Vzduchová puška na 10 m – ženy | 623,4       | 27.         | N/A        | N/A        | nepostoupila | nepostoupila |

### Taekwondo
| Sportovec    | Disciplína    | 1/16                      | Čtvrtfinále | Semifinále  | Opravy      | Bronzová medaile | Finále      |
| Sportovec    | Disciplína    | Soupeř                    | Soupeř      | Soupeř      | Soupeř      | Soupeř           | Soupeř      |
| ------------ | ------------- | ------------------------- | ----------- | ----------- | ----------- | ---------------- | ----------- |
| Jaouad Achab | Muži do 68 kg | Bernardo Pié PROHRA 11–18 | nepostoupil | nepostoupil | nepostoupil | nepostoupil      | nepostoupil |

### Tenis
| Sportovec/Sportovkyně                   | Disciplína     | 1/64                                          | 1/32                                                          | 1/16                                | Čtvrtfinále  | Semifinále   | Finále/Bronzová medaile | Finále/Bronzová medaile |
| Sportovec/Sportovkyně                   | Disciplína     | Soupeř                                        | Soupeř                                                        | Soupeř                              | Soupeř       | Soupeř       | Soupeř                  | Pořadí                  |
| --------------------------------------- | -------------- | --------------------------------------------- | ------------------------------------------------------------- | ----------------------------------- | ------------ | ------------ | ----------------------- | ----------------------- |
| Sander Gillé Joran Vliegen              | Čtyřhra – muži | N/A                                           | Wesley Koolhof/Jean-Julien Rojer PROHRA 3–6, 6–7(5–7)         | nepostoupili                        | nepostoupili | nepostoupili | nepostoupili            | nepostoupili            |
| Elise Mertensová                        | Dvouhra – ženy | Jekatěrina Alexandrovová PROHRA 6–4, 4–6, 4–6 | nepostoupila                                                  | nepostoupila                        | nepostoupila | nepostoupila | nepostoupila            | nepostoupila            |
| Alison Van Uytvancková                  | Dvouhra – ženy | Ivana Jorovićová VÝHRA 6–3, 6–2               | Petra Kvitová VÝHRA 5–7, 6–3, 6–0                             | Garbiñe Muguruzaová PROHRA 4–6, 1–6 | nepostoupila | nepostoupila | nepostoupila            | nepostoupila            |
| Elise Mertensová Alison Van Uytvancková | Čtyřhra – ženy | N/A                                           | Garbiñe Muguruzaová/Carla Suárezová Navarrová PROHRA 6–3, 7–6 | nepostoupily                        | nepostoupily | nepostoupily | nepostoupily            | nepostoupily            |

### Triatlon

#### Individuální závod
| Sportovec/Sportovkyně | Disciplína      | Plavání (1500 m) | První výměna | Jízda na kole (40 km) | Druhý výměna | Běh (10 km) | Celkový čas | Pořadí |
| --------------------- | --------------- | ---------------- | ------------ | --------------------- | ------------ | ----------- | ----------- | ------ |
| Jelle Geens           | Triatlon – muži | WO               | WO           | WO                    | WO           | WO          | WO          | WO     |
| Marten Van Riel       | Triatlon – muži | 17:45            | 0:40         | 56:37                 | 0:29         | 30:21       | 1:45:52     | 24.    |
| Valerie Barthelemy    | Triatlon – ženy | 19:18            | 0:41         | 1:03:07               | 0:31         | 35:12       | 1:58:49     | 10.    |
| Claire Michel         | Triatlon – ženy | 19:40            | 0:44         | 1:06:34               | 0:30         | 43:37       | 2:11:05     | 34.    |

#### Štafeta
| Sportovec          | Disciplína                 | Plavání (300 m) | První výměna | Jízda na kole (7 km) | Druhý výměna | Běh (2 km) | Celkový čas | Pořadí |
| ------------------ | -------------------------- | --------------- | ------------ | -------------------- | ------------ | ---------- | ----------- | ------ |
| Jelle Geens        | Triatlon – smíšená štafeta | 4:11            | 0:38         | 9:39                 | 0:26         | 5:36       | 20:34       | -      |
| Marten Van Riel    | Triatlon – smíšená štafeta | 4:04            | 0:37         | 9:23                 | 0:26         | 5:38       | 20:08       | -      |
| Valerie Barthelemy | Triatlon – smíšená štafeta | 4:17            | 0:37         | 10:24                | 0:30         | 6:20       | 22:08       | -      |
| Claire Michel      | Triatlon – smíšená štafeta | 3:53            | 0:40         | 10:31                | 0:29         | 6:17       | 21:50       | -      |
| Celkem             | Celkem                     | -               | -            | -                    | -            | -          | 1:24:36     | 5      |

### Veslování
| Sportovec/Sportovkyně        | Disciplína                  | Rozjížďka | Rozjížďka | Opravy | Opravy | Semifinále | Semifinále | Finále  | Finále |
| Sportovec/Sportovkyně        | Disciplína                  | Čas       | Pořadí    | Čas    | Pořadí | Čas        | Pořadí     | Čas     | Pořadí |
| ---------------------------- | --------------------------- | --------- | --------- | ------ | ------ | ---------- | ---------- | ------- | ------ |
| Tim Brys Niels van Zandweghe | Mužský dvojskif lehkých vah | 6:26,51   | 2. SA/B   | Bye    | Bye    | 6:13,07    | 3. FA      | 6:18,10 | 5.     |

### Vzpírání
| Sportovec           | Disciplína     | Trh      | Trh    | Nadhoz   | Nadhoz | Dohromady | Pořadí |
| Sportovec           | Disciplína     | Výsledek | Pořadí | Výsledek | Pořadí | Dohromady | Pořadí |
| ------------------- | -------------- | -------- | ------ | -------- | ------ | --------- | ------ |
| Nina Sterckx        | Ženy do 49 kg  | 81       | 7.     | 99       | 5.     | 180       | 5.     |
| Anna Van Bellinghen | Ženy nad 87 kg | 96       | 11.    | 123      | 10.    | 219       | 11.    |